# Placa medieval d'un arnès de cavall
La placa medieval d'un arnès de cavall és una obra destacada de la col·lecció permanent del Museu Arqueològic Comarcal de Banyoles.

## Història
L'estiu de 1989, durant l'excavació de la torre de defensa medieval d'Espasens (Fontcoberta), que duien a terme els arqueòlegs Pere Castanyer, Assumpta Roure i Joaquim Tremoleda, varen ser recuperades cinc plaques circulars de coure decorades.
L'excavació d'aquest petit castell va proporcionar multitud d'objectes dels s.XIV-XV, en un conjunt tancat medieval de gran valor. Al costat de la terrissa de cuina grisa o amb rivets de vidrat verdós, hi havia les clàssiques vaixelles en verd i manganès (Paterna) o en blau cobalt i reflexos (Manises), que daten amb seguretat tot el nivell. Hi aparegueren també dues monedes de billó de Jaume I i d'Alfons II, un dau de marfil, diverses eines de ferro i de bronze i una placa circular de coure, decorada amb una cara d'home amb barba i mocador al cap.
De totes maneres les peces més espectaculars foren aquests cinc discos de coure del segle xv, tots proveïts de fixacions, perquè anaven penjats, com a guarniment, dels lloms dels cavalls dels cavallers. Estan fetes de coure amb incrustacions d'esmalt. Tres d'ells duen al centre una estrella de 7 puntes, a l'interior de la qual hi ha un drac alat incís. Les altres dues presenten un rombe al centre, dins del qual hi ha les lletres NO incises. Les seves mides varien entre els 80 i els 65 mm de diàmetre. Aquesta mena d'arnesos, tan luxosos, no eren gaire freqüents. De fet a Catalunya només en coneixem un exemple similar al castell de Llinars del Vallès.